# Drosophila lanaiensis
Drosophila lanaiensis este o specie de muște din genul Drosophila, familia Drosophilidae, descrisă de Grimshaw în anul 1901. A fost clasificată de IUCN ca specie nangamatay. Conform Catalogue of Life specia Drosophila lanaiensis nu are subspecii cunoscute.